# Pivovar Rájec-Jestřebí

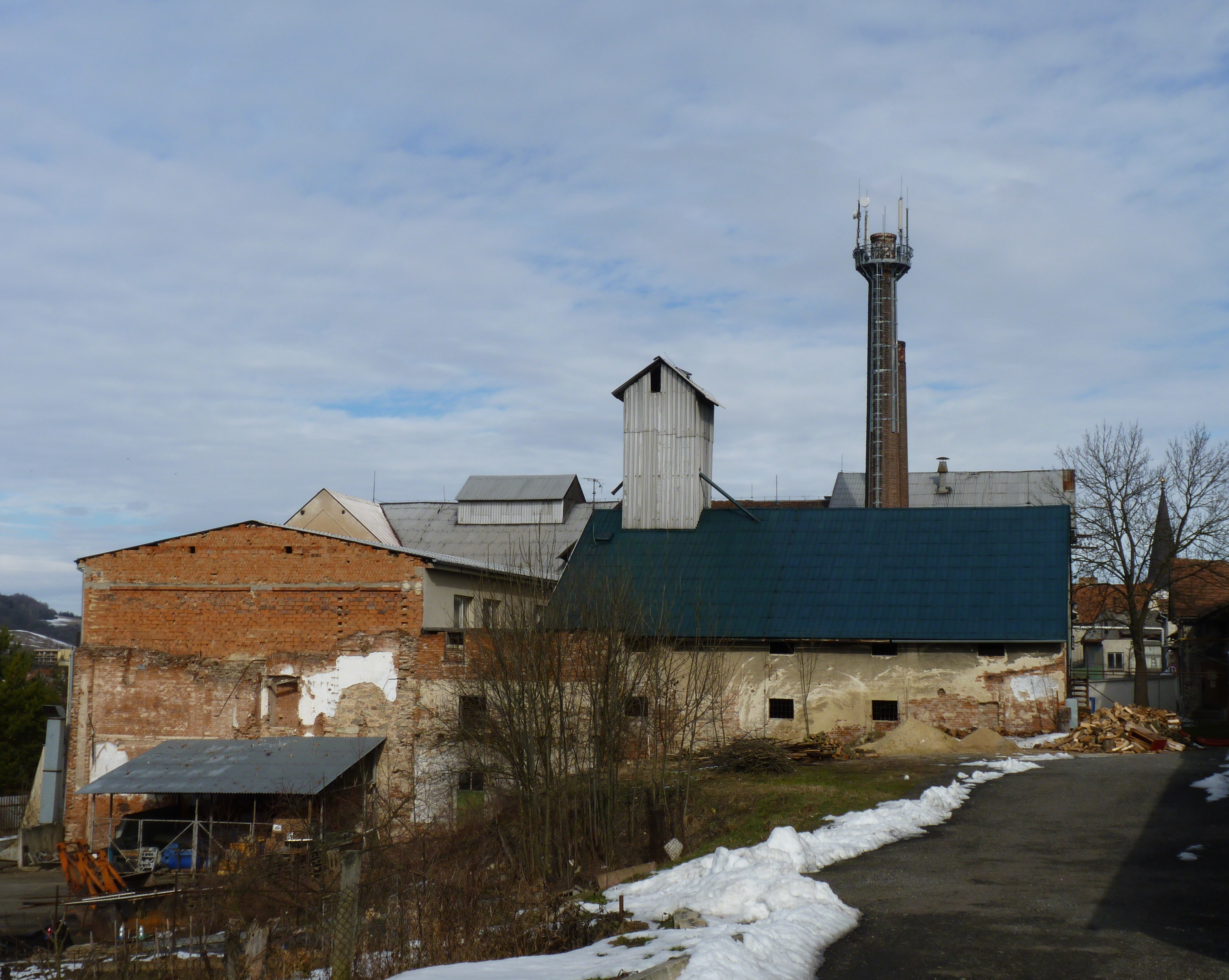
Dříve pivovar, dnes „objekt pod zámkem“

Pivovar ve městě Rájec-Jestřebí existoval až do roku 1974.
V moravských zemských deskách je zmínka o pivovaru v Rájci již ve 12. století. Šlo zřejmě o přípravu piva v domácím prostředí, na měděných pánvích malého obsahu a na otevřeném ohništi. Výsledný produkt by jistě nechutnal. Teprve za majitelů panství Drnovských lze již hovořit o skutečném pivovaru. Pro potřebu várky byla v té době vysazena chmelnice v blízkosti dnešního hřbitova. Zásadní přestavby se pivovar dočkal v letech 1894–1898. V roce 1924 pivovar od knížete Salma odkoupila akciová společnost Moravia – pivovary a sladovny Brno. Od roku 1945 se stal pivovar národním podnikem. Uzavřen byl roku 1974, zařízení bylo rozprodáno a budovy převzalo JZD Rájec.